# 藤原当道
藤原 当道（ふじわら の まさみち）は、平安時代初期の貴族。藤原南家、備中守・藤原岡継の子。官位は従五位上・右中弁。

## 経歴
仁明朝の承和3年（836年）右少弁の官職にあったが、第19次遣唐使の渡海にあたり、難波津で大使・副使に権限を象徴する節刀の下賜を行っている旨の太政官の伝達を読み上げた。承和4年（837年）河内守を兼帯し、翌承和5年（838年）右中弁に昇進している。

## 官歴
『続日本後紀』による。
- 時期不詳：従五位上
- 承和3年（836年） 5月13日：見右少弁
- 承和4年（837年） 9月21日：兼河内守
- 承和5年（838年） 正月13日：右中弁、河内守如故

## 系譜
『尊卑分脈』による。
- 父：藤原岡継
- 母：不詳
- 妻：中臣張弓の娘
  - 男子：藤原柄範
- 妻：藤原氏子（藤原小黒麻呂の娘）
  - 男子：藤原野風